# Marcus Æmilius Lepidus Minor
Pour les articles homonymes, voir Aemilius Lepidus.
Marcus Aemilius Lepidus Minor, dit Lépide le Jeune, est l'enfant unique du triumvir Lépide. Sa mère est Junia Secunda, une sœur de Marcus Junius Brutus. Lepidus sert en tant que sénateur romain. Il est exécuté en 30 av. J.-C. par Octavien (le futur empereur Auguste), car il est accusé d'avoir mené une conspiration contre lui. 
En 44 av. J.-C. Lepidus, se fiance  à Antonia l'Aînée, la fille aînée de Marc Antoine, triumvir. Celui-ci et Lépide ont arrangé le mariage. Cependant, pour une raison inconnue, les fiançailles sont rompues plus tard. Lepidus épouse ensuite Servilia fille de Publius Servilius Vatia Isauricus et descendante du triumvir Pompée et du dictateur Lucius Cornelius Sulla. Ses enfants sont Manius Aemilius Lepidus et Æmilia Lepida.

## Sources
- (en) Cet article est partiellement ou en totalité issu de l’article de Wikipédia en anglais intitulé « Lepidus the Younger » (voir la liste des auteurs).